# Alktraxx
Alktraxx, parfois typographié AlkTraxx, AlKTraxx ou Al K Traxx, prononcé Al-K-Traxx, est un groupe français d’électro, de hip-hop et rock. Formé en 2001, le trio se compose d’AL 4 AS, Babytraxx et The Funky Man.

## Historique
Goulven et Arnaud se rencontrent à Lannion, à la fin des années 1990, alors qu'ils font alors partie du groupe Deal’M. Après deux albums auto-produits et un petit succès local, le groupe se sépare en 1999. AL 4 AS et Babytraxx s’installent à Rennes, et intègrent le collectif hip-hop Yamayory. Les concerts s’enchaînent mais au sein du groupe les avis et les ambitions divergent.
En 2001, le duo décide de s’engager plus sérieusement dans la musique et donne naissance à AlkTraxx. En 2003, le groupe sort son premier album Rêve d’enfants. Un album fait de rencontres et de voyages, jusqu’au Bronx, à New York, où ils sont invités par leurs amis de BronxMob et même Afrika Bambaataa pour l’anniversaire des 30 ans de la Zulu Nation. Ce disque les conduit également jusqu’au tremplin des Vieilles Charrues avec, à la clé, la possibilité de se produire sur scène lors du festival qu'ils remportent. Le 21 juillet 2004, au festival des Vieilles Charrues, le groupe assure de nombreuses scènes et premières parties (Hocus Pocus, Psy 4 De La Rime, Diam’s…). Quelque temps après, ils rencontrent l’ingé-son Nico Rouvière (la Ruda, Marcel et son orchestre, Louise Attaque, Red Cardell,  Thomas Fersen…) avec qui ils peaufinent pendant plus de 2 ans, un nouvel album La folie.  Avec l'album, ils signent un contrat chez Platinum records à Bordeaux (Rubin Steiner, The Delano Orchestra…), un label plutôt rock qui voit dans Alktraxx un hip-hop ouvert aux influences multiples.
En 2007, Goulven et Arnaud commence à tourner sur scène avec La folie, mais il manque un guitariste. Alors c’est tout simplement et naturellement qu’ils invitent leur pote LD, déjà venu poser sa gratte sur le titre La mélodie m’dit, à intégrer Alktraxx sur scène. Finalement, tous les morceaux de « la folie » sont revus et corrigés pour la scène et les retours positifs se multiplient.  Avec cette nouvelle formule, Alktraxx remporte le concours Me, Myspace and My Band (Bretagne) et assure plusieurs premières parties (Zenzile, Percubaba, Elisa do Brasil…)[réf. nécessaire]. En 2008, ils publient leur album La folie, dans lequel « ils affichaient une tendance hip-hop aux multiples influences. » En juin 2009, ils jouent sur la scène de Ker-Uhel.
Le 5 février 2010, le groupe publie son troisième album, Propagande,. « Cet album est plus poussé que les deux autres », confie Arnaud Herry. « Nous avons travaillé la production en apportant par la guitare une énergie particulière. Il y a derrière l'idée de surprendre à chaque morceau. Goulven Le Gall, le chanteur du groupe, vient faire du rap sur toutes ces ambiances et on ne sait pas toujours qui des mots ou des musiques donnent le rythme. Un regard personnel sur la société Les propos des chansons sont souvent durs et critiques à l'égard de notre société, mais sont toujours mâtinés d'une certaine poésie. » Le groupe ne donne plus signe d'activité depuis.

## Discographie

### Albums studio
- 2003 : Rêves d'enfants
- 2008 : La folie
- 2010 : Propagande

### Compilations
- 2004 : Rap Style Vol.1 (Pologne)
- 2004 : Vieilles Charrues
- 2006 : À l'aise Breizh
- 2008 : Label Union (Vicious Circle, Aliénor Records, Cornflakes Zoo, Platinum Records, Talitres)

### Apparitions
- 2005 : Mixtape DJ CrossFaya
- 2006 : Sur 2 titres de l’album Naître  de Red Cardell
- 2007 : sur 2 titres de l’album Des fleurs de La Milca
- 2008 : sur 2 titres de l'album Le Banquet de Cristal de Red Cardell